# Mondex
Mondex — международная платёжная система, занимавшаяся выпуском смарт-карт и принадлежавшая Mastercard International. Основанная в 1990 году и начавшая полноценную работу в 1995-м, компания действовала на рынках более десяти стран, но не смогла полноценно закрепиться ни на одном из них, и 31 мая 2008 года карты были отключены. Технологии, использовавшиеся сервисом, получили распространение в современных способах оплаты, а тайваньская система TaiwanMoney Card стала полноценным последователем Mondex, работающим в семи городах страны.
Оплата была доступна в магазинах, прачечных, вендинговых аппаратах и на платных парковках. Партнёрами компании выступали банки по всему миру, включая Crédit Mutuel, Royal Bank of Canada, The Hongkong and Shanghai Banking Corporation. Продукты Mondex отличались от стандартных кредитных и дебетовых карт: они обладали встроенным микропроцессором Hitachi H8/3101, выполнявшем платежи по суммам, заранее «загруженным» на устройство. Пополнить такие карты можно было через совместимые банкоматы, по Интернету или телефону. К одной карте могли быть привязаны до пяти счетов в разных валютах, и лимиты различались в зависимости от региона (например, в Великобритании на счёте могло находиться до ₤ 500). Mondex была партнёром компании beenz.com, выпускавшей виртуальную валюту для интернет-магазинов.